# Natsushima gracilipes
Natsushima gracilipes är en ringmaskart som beskrevs av Michiya Miura och Hashimoto 1996. Natsushima gracilipes ingår i släktet Natsushima och familjen Nautiliniellidae. Inga underarter finns listade i Catalogue of Life.